# واله دائوستا
واله دائوستا (به ایتالیایی: Valle d'Aosta یا Val d'Aosta) ناحیه ایست در شمال غربی ایتالیا که به صورت خود مختار اداره می‌شود. این ناحیه در منطقه‌ای کوهستانی قرار دارد و از سمت غرب با فرانسه و از شمال با سوئیس و از جنوب و شرق با ناحیه پیه‌مونته هم‌مرز می‌باشد.
با مساحت ۳٫۲۶۳ کیلومتر مربع و جمعیتی در حدود ۱۲۰٫۰۰۰ نفر کوچکترین و کم جمعیت‌ترین ناحیه در ایتالیا است. این منطقه هیچ استانی ندارد و مرکز آن آئوستا است.

## جمعیت
| سال      | میزان جمعیت |
| -------- | ----------- |
| 2019     | 125.653     |
| 2020     | 125.034     |
| 2021     | 124.089     |
| 2022     | 123.360     |
| MAY 2023 | 122.709     |

## [۱]منابع
1. 1 2  «Istat.it english». www.istat.it. دریافت‌شده در ۲۰۲۳-۰۷-۳۰.

- مشارکت‌کنندگان ویکی‌پدیا. «Aosta Valley». در دانشنامهٔ ویکی‌پدیای انگلیسی، بازبینی‌شده در ۱۰ سپتامبر ۲۰۰۹.